# Boris Paton
Boris Paton (n. 27 noiembrie 1918 – d. 19 august 2020) a fost un fizician ucrainean, care a fost ales ca membru de onoare al Academiei de Științe a Moldovei. Era fiul lui Evghenii Oskarovici Paton. Membru PCUS din 1952.